# 国鉄ヨ5000形貨車
国鉄ヨ5000形貨車（こくてつヨ5000がたかしゃ）は、日本国有鉄道（国鉄）において1959年（昭和34年）から1968年（昭和43年）頃までに製造、または改造により登場した事業用貨車（車掌車）である。

## 概要
1959年（昭和34年）に、汐留駅 - 梅田駅間において最高運転速度が85 km/hの高速貨物列車が運転されることになったが、それまでの主力車掌車ヨ2000形やヨ3500形はいずれも75km/h対応だったため、その列車に使用できなかった。そこで、ヨ3500形の軸箱支持装置を二段リンク化改造し、最高許容速度85km/hとして登場したのが本形式である。
その後、ヨ5000形としての新製車や、新たにヨ3500形の二段リンク化改造車を改番・編入した車両も本形式に加わったが、ヨ3500形から改番・編入した車両については両数が不明であるため、ヨ5000形全体としての両数は不明。
本形式は、国鉄の主力車掌車として北海道を除く全国で使用されたが、1986年（昭和61年）に貨物列車の車掌乗務が原則廃止されて本来の用途を喪失したこともあり、JRに継承された一部の車両を除く全車が廃車された。
旧国鉄では乗務員からは、後継のヨ6000よりも居住性が良好（軸距が長く蛇行動が少なく、長椅子がより長い）だったため、ヨ6000やヨ8000に比べると古い形式であったが好評であった。
またヨ5000の形式を短縮してヨゴレやヨゴマルとも呼ばれていた。

## 構造
ヨ3500形の軸箱支持装置を最高許容速度85km/hとするために二段リンク式に改造したが、車体についてはほとんどそのままとされたため、リベットのついた外観やカンバス張りの屋根等構造的にはヨ3500形とほぼ同じで、室内の3人分の執務机と椅子、長椅子、石炭ストーブ（ダルマストーブ。5800番台は石油ストーブ）といった車掌室装備も同一となっている。
また、ヨ5000形として新製された車両は、全溶接構造が採用されたため車体からリベットがなくなっているが、変更されたのは車体の製造方法のみで機器構成や室内装備等についてはヨ3500形改造のヨ5000形と殆ど同一である。

## 区分
本形式は、全盛期で1,100両以上が在籍したが、大きく分けて3つのグループに区分することができる。

### 初期改造車（5000番台）

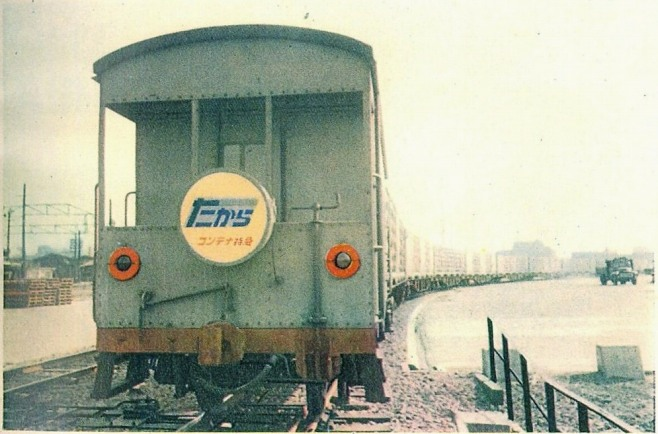
コンテナ特急「たから」に連結されたヨ5000形

東海道本線の高速貨物列車に使用するため、1959年（昭和34年）大宮工場において12両がヨ3500形より改造され、ヨ5000 - ヨ5011が付番された。
塗装はヨ5000 - 5004は黒で、有蓋車（ワキ）を牽引する列車に使用された。ヨ5005 - ヨ5011は日本初のコンテナ専用特急貨物列車「たから」号用となったため、塗色も連結されるコンテナ車チキ5000形とコンテナに合わせて車体が淡緑3号、台枠部が赤3号とされ、日本初のコンテナ特急をアピールするために貨物列車としては異例（これも日本初）の電照式の「たから」のテールサインとその取り付け支持金具、電照電源用コンセントも取り付けられた。
その後車体色は、1964年（昭和39年）6月19日総裁達第326号により黄緑6号に改められた。この塗装色の車は、22両（ヨ5000 - ヨ5011、ヨ5090 - ヨ5096、ヨ5136 - ヨ5138）が存在した。後に「たから」号用の車両も黒に改められた。
1987年（昭和62年）度に区分消滅。

### 新製車（5050番台）
ヨ3500形に代わる新しい車掌車として1962年（昭和37年）に東急車輛製造と協三工業で100両が新造された。改造の5000番台と区別するために5050番台とされ、ヨ5050 - ヨ5149が付番された。4枚窓の車体や室内構成、黒色の塗色等は基本的に5000番台と変わらないが、ヨ3500形の最終増備車と同じく車体が全溶接構造となったため、リベットや外窓枠のない近代的な車体となった。
後年、29両が北九州地区向けに低屋根化改造を受けて5800番台となった。
1989年（平成元年）に区分消滅。

### 後期改造車（13500番台）

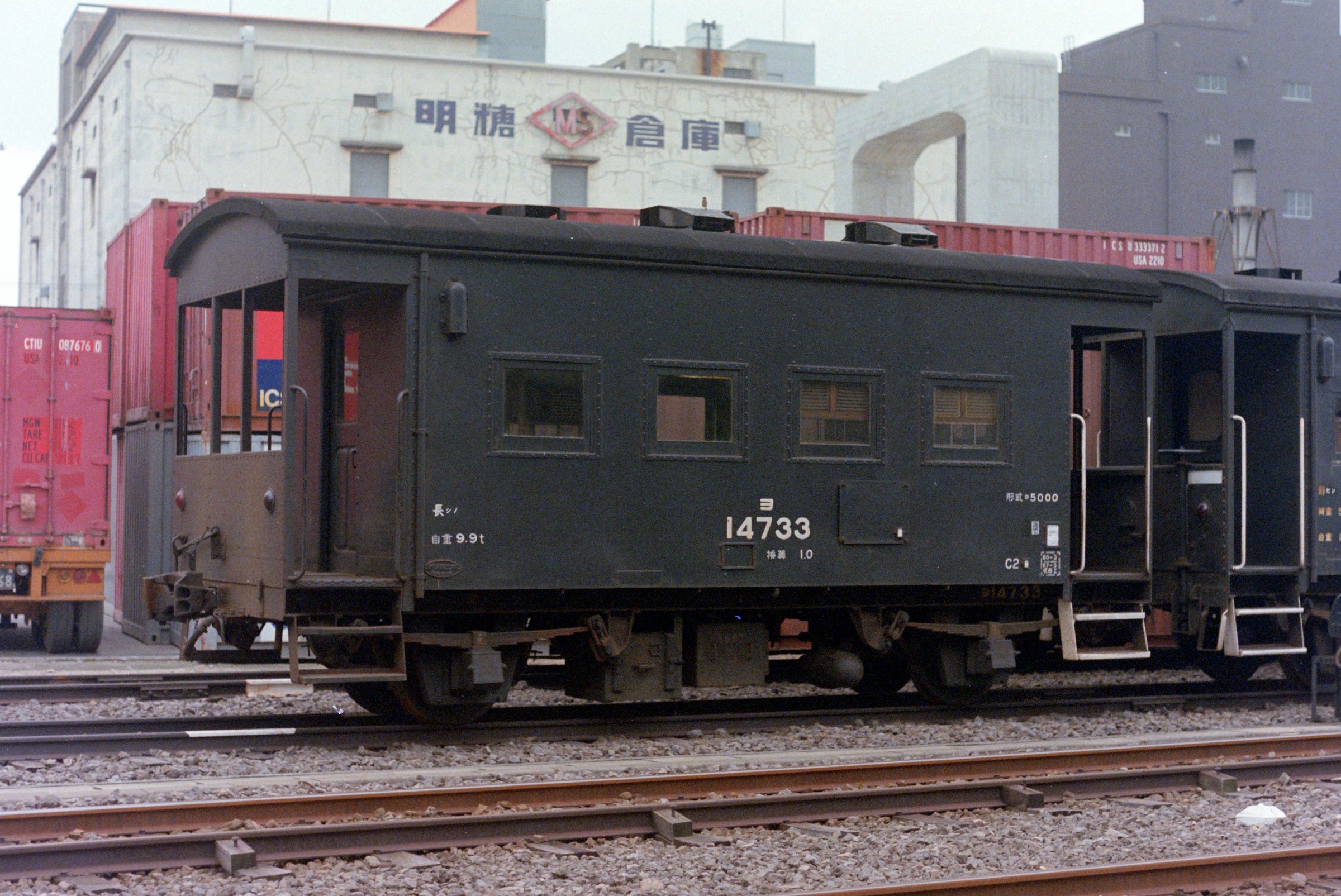
ヨ14733（摩耶埠頭駅、1985年）

1967年（昭和42年）以降にヨ3500形を二段リンク化改造した車両をヨ5000に編入したグループである。番号は元の番号+10000の車番を付与して13500 - 14844の範囲となるが､初期の5000番台改造車12両や未改造の車両が200両余あるため欠番が存在する。
改造はヨ5000 - ヨ5011と同様、軸箱支持装置の変更が主だったものであるため、ヨ3500と外観はほとんど変わらない。そのため、ベンチレータの数等が車両によって異なる等の差異がある。また、ヨ3500形の初期車から改造されたものは、4枚の窓が中央に寄っており、デッキ部が鋼棒組み立て構造となっている等戦前型ヨ2000形と似た外観が特徴。

## 形式内改造車

### 低屋根化改造車（5800番台）

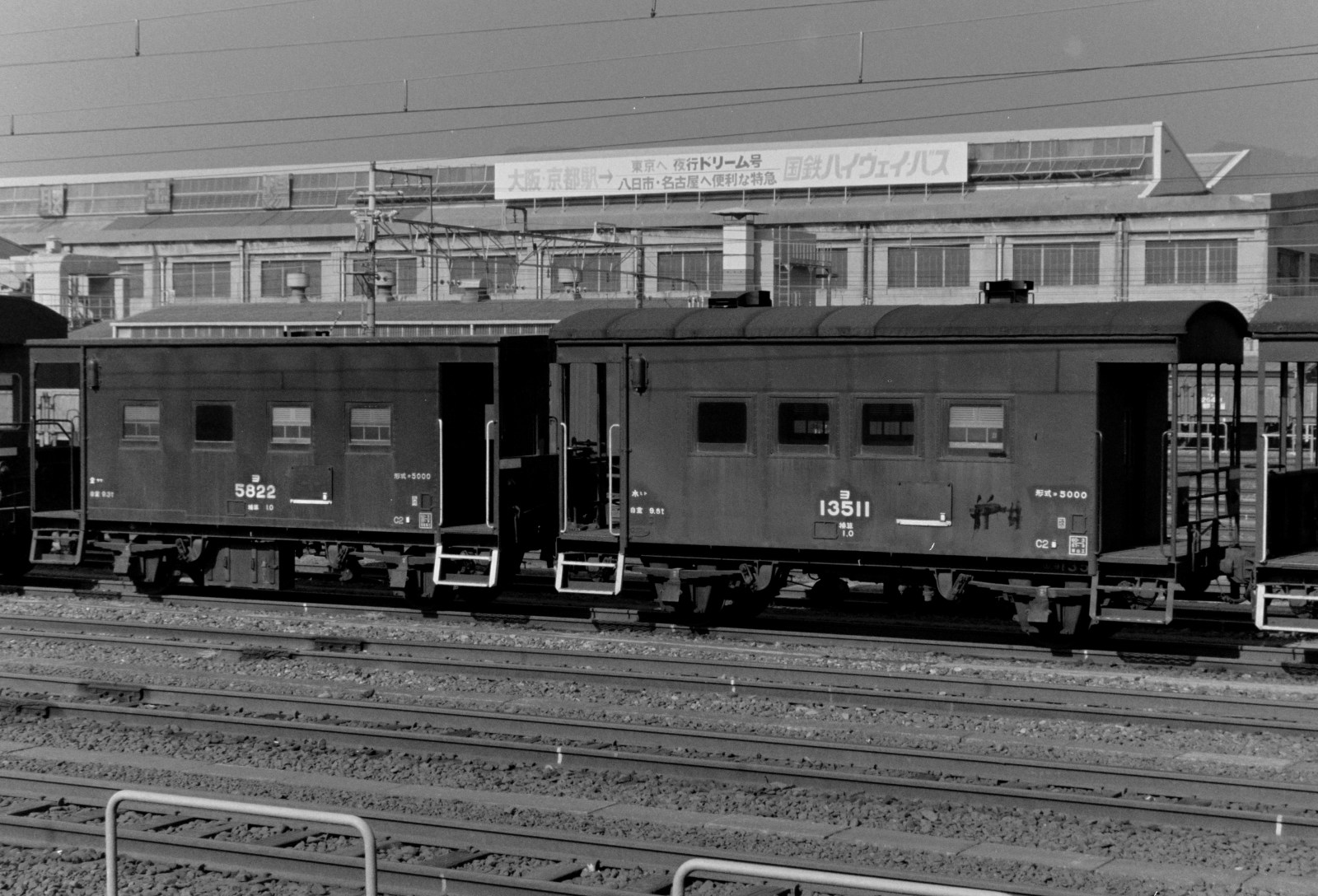
低屋根車のヨ5822と従来屋根車のヨ13511（鷹取駅、1984年）

北九州地区の石炭列車の緩急車に使用されていたセフ1の老朽化が目立ってきたため、その置き換え用としてヨ5000形新製車（5050番台）より29両が1977年（昭和52年）から1979年（昭和54年）にかけて若松工場で低屋根車に改造され、ヨ5800 - ヨ5828に改番された。
石炭車に連結されたまま高さの低い石炭積み込みホッパー施設に乗り入れることから、屋根が車体中心から緩い角度で両側に傾斜した低屋根構造の鋼板製平屋根となり、車番も電車の低屋根車（800番台）にならって5800番台となっている。屋根上のベンチレーターはストーブ用の1基を除いて全て撤去されており、また暖房用ストーブは石炭から石油ストーブに変更されている。
この当時、新型車掌車としてヨ8000形が量産されていたが、ヨ8000形の車掌室ユニットは屋根が深く低屋根化改造が難しいことや、新製したばかりの車掌車を改造するのは得策でないこと、石炭列車の今後の運転予測からあまり両数が必要とされないことから比較的年式の新しいヨ5000形の新製車から改造したものである。
当初は北九州地区限定で運用されていたが、石炭列車が廃止された後は運用限定も解除され、他形式の車掌車と同等に使用された。1989年（平成元年）に区分消滅。

## 運用
1986年（昭和61年）の貨物列車緩急車連結廃止により使用されなくなったため、大半が余剰廃車になった。また、1987年（昭和62年）の国鉄分割民営化に際しては5両が東日本旅客鉄道（JR東日本）に継承されたが、老朽化もあって現在は全車が廃車となっている。
廃車後は一部が無人駅の駅舎に転用されているほか、静態保存された車両や、一般に売却されて事務所や倉庫として使用されているものも多く、日本各地に点在している。
一方で、二段リンク化が未改造の車両（ヨ3500形）には現存している車両も存在する。これについては国鉄ヨ3500形貨車を参照のこと。

## 保存車
以下の車両などが現在も保存されている。なお、鉄道会社以外に売却され倉庫として使用されているものは除いている。
| 画像 | 番号                    | 所在地                                                                   | 備考 |
| ---- | ----------------------- | ------------------------------------------------------------------------ | --- |
|      | ヨ14228 ヨ14476 ヨ14511 | 岩手県紫波郡紫波町二日町字古舘21-2 城山公園                              | |
|      | 車番不明                | 宮城県栗原市金成                                                         | ヨ6379,ヨ6499と繋がって保存されている。 |
|      | ヨ13797                 | 宮城県角田市枝野字青木地内 角田中央公園交通公園                          | DE10 88と連結されている。 |
|      | ヨ14594 ヨ14720         | 栃木県真岡市台町 真岡鐵道真岡駅構内                                      | |
|      | ヨ13973                 | 栃木県佐野市とみあさ公園                                                 | |
|      | 車番不明                | 那須SLランド                                                             | 那須SLランドは2022年1月に閉館した。 |
|      | ヨ14102                 | 群馬県利根郡川場村大字谷地2419 ホテル田園プラザ                          | D51 561と連結されている。かつてD51 561がホテル敷地内で圧縮空気を用いて走行する際に乗車用として連結されていたが、2016年シーズン限りで終了しD51 561とともに静態保存となった。 |
|      | ヨ13785                 | 埼玉県久喜市北広島 東武鉄道南栗橋工場                                    | 当初は大井川鐵道千頭駅で保存。その後大代川側線に他の車両と共に移動した。当車と貨車以外は2016年4月中に解体されたが、当車はその後もホキ800・チキ300・ト100等と共に留置されていた。2016年夏にト100は復元を目指したプロジェクトに売却、ホッパ車も同じ頃復帰を目指して再整備となり、当車は東武博物館に譲渡された。産業文化遺産として東武鉄道の南栗橋工場にて保存予定。 |
|      | ヨ13712                 | 千葉県松戸市紙敷1377 昭和の社                                            | |
|      | ヨ13959 ヨ14157 ヨ14202 | 千葉県いすみ市作田1298 ポッポの丘                                        | ヨ14157は「コンテナ特急たから」号塗装、他はブルートレイン塗装。 |
|      | ヨ14740                 | 東京都世田谷区池尻1丁目5-27 世田谷公園                                   | D51 272と連結されている。 |
|      | ヨ14041                 | 山梨県韮崎市藤井町北下条25312 韮崎中央公園                               | EF15 198・トラ72379・トラ74778・トラ75013と連結されている。 |
|      | ヨ13581 ヨ13824         | 長野県須坂市                                                             | クレープ店の店舗として利用されている |
|      | ヨ14364                 | 長野県小諸市大字平原 しなの鉄道平原駅                                    | 本州で唯一のヨ5000形駅舎。 |
|      | ヨ13883                 | 滋賀県甲賀市                                                             | かつてはうどん店の店舗として使われていたが、 空き店舗としてしばらく放置されていた。 2019年からボランティアによる修復が行われ、 世界の車掌車の写真を集めた展示なども行われた。 |
|      | ヨ5008                  | 京都府京都市下京区観喜寺町 京都鉄道博物館                                | 宇都宮貨物ターミナルにて保存されていたが、2015年3月1日に移設された。塗装は「たから」号時代の色に戻された。 |
|      | ヨ14542                 | 兵庫県神戸市灘区王子町3-1 神戸市立王子動物園                             | D51 211・ヨ6692と連結され、休憩室となっている。 |
|      | ヨ14391                 | 奈良県吉野郡天川村大字中谷62 バンガロー 貨車&ログ リバーサイドコテージ前 | |
|      | ヨ5003                  | 石川県小松市                                                             | 長野県在住の一般人が保管していたが、ボンネット型特急電車保存会が所有者と交渉し、2019年9月に移設したもの。 移送後から2021年4月28日まで行われた修復工事の際に、塗装を「たから」号時代の色に戻された。 |
|      | ヨ13992                 | 岡山県和気町                                                             | 店舗の飲食スペースとして利用されている |